# Tritonia dantarti
Tritonia dantarti is een slakkensoort uit de familie van de Tritoniidae. De wetenschappelijke naam van de soort is voor het eerst geldig gepubliceerd in 2006 door Ballesteros & Avila.